# Vlajka Sovětského svazu

Sovětská vlajka (1980–1991)
Poměr stran: 1:2

Sovětská vlajka (rubová strana)

Sovětská válečná vlajka (1946–1991)
(vlajka Rudé armády)
Poměr stran: 2:3

Sovětská válečná námořní vlajka (1950–1991)
Poměr stran: 2:3

Vlajka Sovětského svazu má červený list, v jehož horním rohu je zkřížený zlatý srp a kladivo, nad nimi je zlatě lemovaná pěticípá hvězda (stejné symboly jako na státním znaku).
Červená barva symbolizuje proletářskou revoluci, srp a kladivo svazek dělníků a rolníků v nezávislém státě pod vedením komunistické strany, pěticípá hvězda je znamením jednoty a mezinárodní solidarity pracujících všech pěti kontinentů. Vlajka byla schválena roku 1923, definitivně upravena v roce 1924. 
Kresba srpu a kladiva byla přesně popsána v roce 1955.
Poslední úpravou z roku 1980 bylo stanoveno, že srp a kladivo jsou jen na líci vlajky, rub je pouze červený. Postupně tuto úpravu kodifikovala většina svazových republik, v praxi se však zřejmě příliš nedodržovala.

## Galerie

Rozměry sovětské vlajky (1955)
Detail sovětské vlajky (srp a kladivo)
Návrh sovětské vlajky (1923) Poměr stran: 1:4
Sovětská vlajka (1922-1923) Poměr stran: 1:2
Sovětská vlajka (1923–1924) Poměr stran: 1:2
Sovětská vlajka (1924-1936) Poměr stran: 1:2
Sovětská vlajka (1936–1955) Poměr stran: 1:2
Sovětská vlajka (1955–1980) Poměr stran: 1:2
Sovětská lodní vlajka (Naval Jack) (1932–1991) Poměr stran: 2:3
Vlajka sovětských ne-bojových lodí (?–1991) Poměr stran: 2:3
Vlajka lodí sovětské pohraniční stráže (?–1991) Poměr stran: 2:3

## Vlajky svazových republik

Karelo-finská SSR (1940–1952) Poměr stran: 1:2
Zakavkazská SSR (1922–1936) Poměr stran: 1:2

Arménská SSR (1952–1991) Poměr stran: 1:2
Ázerbájdžánská SSR (1952–1991) Poměr stran: 1:2
Běloruská SSR (1951–1991) Poměr stran: 1:2
Estonská SSR (1953–1991) Poměr stran: 1:2
Gruzínská SSR (1951–1991) Poměr stran: 1:2
Kazašská SSR (1953–1991) Poměr stran: 1:2
Kyrgyzská SSR (1952–1991) Poměr stran: 1:2
Litevská SSR (1953–1990) Poměr stran: 1:2
Lotyšská SSR (1953–1990) Poměr stran: 1:2
Moldavská SSR (1952–1991) Poměr stran: 1:2
Ruská SFSR (1954–1991) Poměr stran: 1:2
Tádžická SSR (1953–1991) Poměr stran: 1:2
Turkmenská SSR (1953–1991) Poměr stran: 1:2
Ukrajinská SSR (1949–1991) Poměr stran: 1:2
Uzbecká SSR (1952–1991) Poměr stran: 1:2

- Karelo-finská SSR (1940–1952)
Poměr stran: 1:2
- Zakavkazská SSR (1922–1936)
Poměr stran: 1:2

### Vlajky autonomních republik
Všechny v rámci Ruské sovětské federativní socialistické republiky.

ASSR Povolžských Němců (1924–1941) Poměr stran: 1:2
Karelská ASSR (1956–1991) Poměr stran: 1:2
Čečensko-Ingušská ASSR (1957–1978) Poměr stran: 1:2

## Vlajka SSSR v postsovětské éře
Vlajky SSSR je možno spatřit i po rozpadu Sovětského svazu. V některých zemích je však komunistická symbolika zakázána. Vlajka se objevila např. i na ruské bojové technice při invazi na Ukrajinu.
19. dubna 2022 předložila frakce Komunistické strany Ruské federace Státní dumě RF návrh zákona o zavedení vlajky SSSR z roku 1924 jako státní vlajky Ruské federace.